# Representante del Estado de Palestina ante las Naciones Unidas
El representante del Estado de Palestina ante la Organización de las Naciones Unidas, es el embajador que lidera la delegación palestina en la ONU. Formalmente la misión es conocida como la Misión Permanente de Observación del Estado de Palestina ante las Naciones Unidas; sin embargo, se utiliza tanto el título de Embajador como el de «Observador Permanente». El actual embajador es Riyad Mansour.

## Historia
En noviembre de 1974, la Organización para la Liberación de Palestina (OLP) fue reconocida como competente en todas las cuestiones relacionadas con la cuestión de Palestina por la Asamblea General de las Naciones Unidas, otorgándole la condición de observador como «entidad no estatal» en la ONU. Después de la Declaración de Independencia de 1988, la Asamblea General de la ONU oficialmente reconoció la proclamación y decidió usar la designación «Palestina» en lugar de «OLP».
El 29 de noviembre de 2012, en una votación con 138 votos a favor y 9 en contra (con 41 abstenciones y cinco ausencias), la Asamblea General aprobó la resolución 67/19, por la que se actualizó el estatuto de la delegación palestina dentro del sistema de la ONU pasando a ser un Estado observador no miembro de la Asamblea General de Naciones Unidas.
La ONU permitió al Estado de Palestina nombrar a su oficina de representación ante la ONU como la «Misión Permanente de Observación del Estado de Palestina ante las Naciones Unidas» y el gobierno palestino dio instrucciones a sus diplomáticos para que representen oficialmente al Estado de Palestina y no más la Autoridad Nacional Palestina.
El 17 de diciembre de 2012, el Jefe de Protocolo de Naciones Unidas Yeocheol Yoon declaró que la designación de «Estado de Palestina» será utilizada por la Secretaría «en todos los documentos oficiales de las Naciones Unidas» para todos los propósitos del organismo. A día de hoy, 136 (70,5%) de los 193 Estados miembros de la ONU han reconocido al Estado de Palestina.

## Listado de representantes
| # | Foto        | Embajador         | Años de servicio        | Secretario General de Naciones Unidas | Presidente de Palestina |
| - | ----------- | ----------------- | ----------------------- | ------------------------------------- | ----------------------- |
| 1 |             | Zuhdi Labib Terzi | 1974 - 1982             | Kurt Waldheim                         | Yasir Arafat            |
| 1 | 1982 – 1991 | Zuhdi Labib Terzi | Javier Pérez de Cuéllar |                                       | Yasir Arafat            |
| 2 |             | Nasser al-Qudwa   | 1991 – 1997             | Boutros Boutros-Ghali                 | Yasir Arafat            |
| 2 | 1997 – 2004 | Nasser al-Qudwa   | Kofi Annan              |                                       | Yasir Arafat            |
| 2 | 2004 – 2005 | Nasser al-Qudwa   | Kofi Annan              | Mahmud Abás                           |                         |
| 3 |             | Riyad Mansour     | 2005 – presente         | Mahmud Abás                           | Ban Ki-moon             |